# Hiro Narita

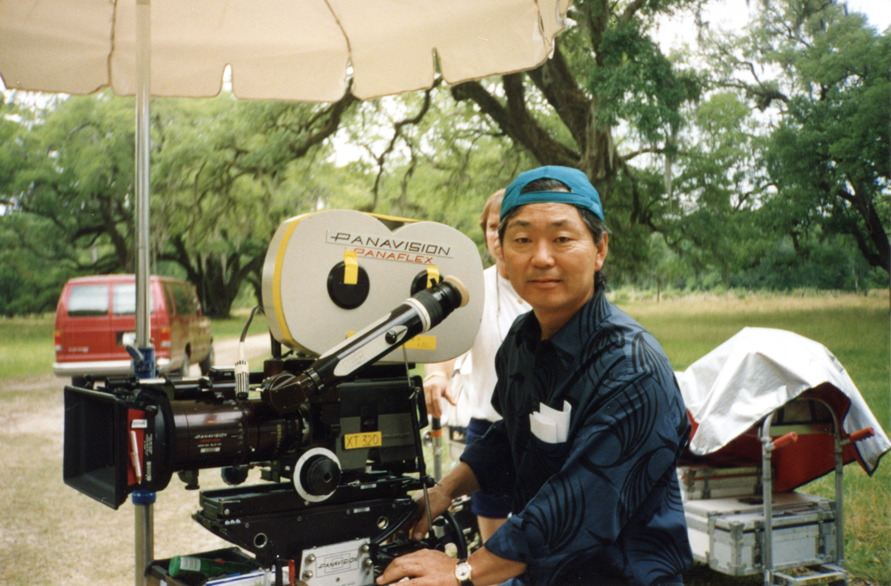
Hiro Narita

Hiro Narita (* 26. Juni 1941 in Seoul, Korea) ist ein Kameramann, der seit den 1960er Jahren in den Vereinigten Staaten arbeitet. Er wurde zwar in Korea geboren, hat aber japanische Eltern.

## Leben
Narita wuchs ab 1945 in Japan auf und siedelte 1957 in die Vereinigten Staaten über. 1964 studierte er Graphic Design und Story Illustration am San Francisco Art Institute. Nach seiner Zeit als Kameramann bei der Armee von 1964 bis 1966 war er an Dokumentationen für die BBC, für den Bostoner Fernsehsender West Great Blue Hill (WBGH) und für die Firma David Wolper Productions beteiligt. Nach einer Assistenz bei John Korty und Victor J. Kemper am Michael-Ritchie-Film Bill McKay – Der Kandidat im Jahre 1972 arbeitete er 1975 am Fernsehfilm Abschied von Manzanar, für den er eine Emmy-Award-Nominierung erhielt. 1976 war  er einer der Kameraleute bei Martin Scorseses Dokumentarfilm The Last Waltz. Später folgten Mitarbeiten bei Projekten wie Apocalypse Now, The Party is over... Die Fortsetzung von American Graffiti und der Neil Young Dokumentation Rust Never Sleeps. Für seine Kameraarbeit beim Film Wenn die Wölfe heulen wurde er 1984 mit dem Boston Society of Film Critics Award und dem National Society of Film Critics Award ausgezeichnet. 1989 war er beim Steven-Spielberg-Film Always – Der Feuerengel von Montana Kameramann bei den visuellen Effekten. In den folgenden Jahren fotografierte er als Chefkameramann erfolgreiche Filme wie Liebling, ich habe die Kinder geschrumpft, Star Trek VI: Das unentdeckte Land und Rocketeer.

## Filmografie (Auswahl)
- 1976: Abschied von Manzanar (Farewell to Manzanar)
- 1983: Fluch der Leidenschaft  (The Haunting Passion)
- 1983: Wenn die Wölfe heulen (Never Cry Wolf)
- 1985: Blue Yonder – Flug in die Vergangenheit (The Blue Yonder)
- 1986: Fire with Fire – Verbotene Leidenschaft (Fire with Fire)
- 1987: No Man’s Land – Tatort 911 (No Man’s Land)
- 1989: Federball (Shuttlecock)
- 1989: Liebling, ich habe die Kinder geschrumpft (Honey, I Shrunk the Kids)
- 1989: Mütter, Töchter und Liebhaber (Mothers, Daughters and Lovers)
- 1991: Der Mond über Plymouth (Plymouth)
- 1991: Drei Wege in den Tod (Two-Fisted Tales)
- 1991: Rocketeer (The Rocketeer)
- 1991: Star Trek VI: Das unentdeckte Land (Star Trek VI: The Undiscovered Country)
- 1993: Hocus Pocus
- 1994: Wolfsblut 2 – Das Geheimnis des weißen Wolfs (White Fang 2: Myth of the White Wolf)
- 1996: James und der Riesenpfirsich (James and the Giant Peach)
- 1996: The Arrival – Die Ankunft (The Arrival)
- 1997: Leidenschaftliche Berechnung (Conceiving Ada)
- 1997: Sub Down – Das Portland-Inferno (Sub Down)
- 1997: Visas and Virtue
- 1998: Eine wüste Bescherung (I'll Be Home for Christmas)
- 1999: Die Festung II: Die Rückkehr (Fortress 2: Re-Entry)
- 1998: Shadrach – Die Heimkehr des Fremden (Shadrach)
- 2000: Dirty Pictures
- 2002: Teknolust
- 2006: The Darwin Awards
- 2009: Die Mission – La Mission (La Mission)

## Auszeichnungen (Auswahl)
National Society of Film Critics Award
- 1984: Auszeichnung für die Beste Kamera für Wenn die Wölfe heulen